# الدرجات الأكاديمية في تونس
 يستند نظام الدرجات الأكاديمية التونسي في الغالب على مقياسٍ مكوّنٍ من 20 درجة أو نقطة ويُستخدم في المدارس الثانوية وكذلك في الجامعات. بالنسبة للمدارس الابتدائية، تم إدخال نظام جديد يعتمد على مقياس درجات الحروف؛ يستخدم النظام القديم مقياسًا من 10 نقاط للفصل الأول ومقياسًا من 20 نقطة للفصلين الثاني والثالث.
حاليًا، تستخدم معظم الجامعات التونسية مقياس درجات تقليديًا مكونًا من 20 نقطة، ولكن بعد إدخال الإصلاح الوطني الجديد للتعليم العالي، أصبح مقياس الدرجات الجديد، المشابه لمقياس الدرجات الأوروبي، شائعًا أكثر فأكثر.
في معظم الأحيان، لا تؤخذ الدرجات الرسمية المستخدمة في تونس في الاعتبار عند قبول برامج الدراسات العليا. تعتبر الدرجة 12 (وهي في الواقع درجة مقبولة في تونس ولكنها تعادل 60% في الولايات المتحدة حيث تعتبر أقل من المتوسط) درجة بداية جيدة بشكل عام للتقدم للدراسات العليا والمساعدات المالية أو المنح الدراسية. ويرجع ذلك إلى نظام الاختبار والتقييم الصارم المطبق في معظم الجامعات التونسية. بشكل عام، على المستوى الوطني، تعتبر الدرجة 12 أو أعلى درجة جيدة. ولهذا السبب تستخدم بعض الجامعات الأوروبية شروط قبول مختلفة للطلاب التونسيين. لدى الدول المجاورة لتونس، الجزائر والمغرب، نظام تصنيف مماثل جدًا.
تعتمدُ المدارس والجامعات التونسية على المعدل 10 في تحديدِ النجاح من الرسوب؛ حيثُ يرسبُ كل طالبٍ يحصلُ على معدل أقل من 10 بينما ينجحُ كل طالبٍ يحصلُ نفس المعدل فما فوق.
يتم التصنيف في تونس على مقياس من 0 إلى 20:
| الدرجة        | التقييم   | المُقابِل (في الولايات المتحدة) |
| ------------- | --------- | ----------------------------- |
| 16.00 - 20.00 | جيد جدًا   | A+                            |
| 14.00 - 15.99 | جيّد       | A                             |
| 12.00 - 13.99 | لا بأس به | B+                            |
| 11.00 - 11.99 | لا بأس به | B                             |
| 10.50 - 10.99 | مقبول     | B-                            |
| 10.10 - 10.49 | مقبول     | C+                            |
| 10.00 - 10.09 | مقبول     | C                             |
| 9.00 - 9.99   | ضعيف      | C-                            |
| 5.00 - 8.99   | ضعيف      | D                             |
| 0.00 - 4.99   | ضعيف      | F                             |